# Tetartostylus brevistylus
Tetartostylus brevistylus är en insektsart som beskrevs av Pieter D. Theron 1973. Tetartostylus brevistylus ingår i släktet Tetartostylus och familjen dvärgstritar. Inga underarter finns listade i Catalogue of Life.